# Columbo: Schreib oder stirb
Schreib oder stirb (Originaltitel: Publish or Perish) ist eine erstmals im Rahmen der NBC-Sunday-Mystery-Movie-Serie gesendete Episode der Kriminalfilm-Reihe Columbo aus dem Jahr 1974. Die deutschsprachige Erstausstrahlung der fünften Folge der dritten Staffel folgte 1975 im Deutschen Fernsehen. Der US-amerikanische Schauspieler Jack Cassidy verkörpert als Verleger Riley Greenleaf den Gegenspieler von Inspektor Columbo, dargestellt von Peter Falk.

## Handlung
Der Bestsellerautor Alan Mallory arbeitet seit einiger Zeit erfolgreich mit dem Verleger Riley Greenleaf zusammen. Mallorys Agentin Eileen McRae hat ihn allerdings davon überzeugt, nach dem Ablauf seines Vertrages in wenigen Wochen zum Verlag des Konkurrenten Jeffrey Neal zu wechseln, um zukünftig anspruchsvollere Literatur schreiben zu können. Der erboste Greenleaf sieht darin einen schweren Vertrauensbruch. Er beauftragt den Vietnam-Veteranen und Sprengstoffexperten Eddie Kane mit der Ermordung des abtrünnigen Schriftstellers. Als Gegenleistung verspricht er ihm, bei der Publikation einer Sammlung von Anleitungen zum Bau von Sprengkörpern behilflich zu sein. Darüber hinaus profitiert Greenleaf von der Auszahlung einer auf Mallorys Namen abgeschlossenen Lebensversicherung. Sein Plan sieht vor, den Verdacht zunächst auf sich selbst zu lenken, um ihn anschließend mit einem hieb- und stichfesten Alibi zu widerlegen. In betrunkenem Zustand erscheint er uneingeladen auf einer Feier und droht Mallory unmissverständlich vor Zeugen. Im weiteren Verlauf des Abends wird er infolge seines aggressiven Verhaltens aus einer Bar verwiesen. Auf dem Parkplatz verursacht er absichtlich einen Unfall und hinterlässt dem geschädigten Ehepaar seine Versicherungskarte. Den Rest der Nacht verbringt er in einer Ausnüchterungszelle, nachdem er eine Polizeistreife provoziert hat, die ihn wegen Falschparkens belehren wollte. Währenddessen führt Kane den Auftragsmord gewissenhaft aus. Er erschießt Mallory in seinem Büro beim Diktieren der letzten Seiten seines noch unveröffentlichten Buches. Danach lässt er sowohl den Türschlüssel als auch den Revolver, die beide Greenleaf gehören, unweit des Opfers zurück. Dabei stellt er sicher, dass die bereits vorhandenen Fingerabdrücke auf der Tatwaffe nicht verwischt werden.
Ein Nachtwächter entdeckt auf seinem Rundgang die Leiche und alarmiert die Polizei. Im Rahmen der nachfolgenden Ermittlungen werden die beiden absichtlich deponierten Beweisstücke sichergestellt. Am Tatort hört Inspektor Columbo das bespielte Tonband ab, auf dem sich neben dem Schuss auch einige Geräusche befinden, die er vorerst nicht zuordnen kann. Am nächsten Morgen überbringt Columbo Greenleaf die Nachricht von Mallorys Tod. In Gegenwart seines Anwaltes kann der soeben aus der Haft Entlassene keine hilfreichen Aussagen zu den Ereignissen der zurückliegenden Nacht sowie seinem Aufenthaltsort machen. Bei einer weiteren Befragung im Haus des Verlegers stellt sich heraus, dass sowohl seine Waffe als auch der Zweitschlüssel zu Mallorys Büro aus dem Handschuhfach seines Wagens verschwunden sind. Doch der Fall nimmt für den Inspektor eine unerwartete Wendung, als sich ein Versicherungsvertreter telefonisch meldet, um den Blechschaden von der letzten Nacht zu melden. Da der Verdächtige somit für die Tat nicht infrage kommt, versucht der tatsächliche Mörder offenbar, Greenleaf zu belasten. Columbo kann sich jedoch nicht erklären, wie dieser in das Büro gelangen konnte. Mallory hatte das Schloss erst vor wenigen Wochen austauschen lassen, sodass der aufgefundene Schlüssel nicht passt. Demnach müsse es einen anderen Schlüssel geben, der direkt zum Täter führe.
Daraufhin arrangiert Greenleaf ein Treffen mit Kane in dessen Wohnung und betäubt ihn mit präpariertem Champagner. Auf der Schreibmaschine erstellt er einen rückdatierten Brief von Kane an sich selbst, der eine Kurzfassung von Mallorys neuem Roman Sixty Miles to Saigon über einen Kriegsgefangenen beinhaltet. Er nimmt das Original an sich und legt eine Kopie in den Aktenschrank. Dann steckt er einen nachgemachten Schlüssel passend zum neuen Schloss vom Büro des Ermordeten in Kanes Jacke und zündet mit Verzögerung einen vorbereiteten Sprengsatz. Die Polizei soll bei der späteren Rekonstruktion von einem missglückten Experiment ausgehen. Derweil erhält der Inspektor während einer Unterhaltung mit Neal und McRae Hintergrundinformationen zu Mallorys Manuskript. So hatte die Literaturagentin erst kürzlich eine bedeutsame Änderung für den Schluss der Handlung vorgeschlagen, bei der der Kriegsheld nicht stirbt. Columbo wird zur Wohnung des getöteten Kane gerufen, wo er auf die Verbindungen zum Mordfall am Schriftsteller aufmerksam wird. Greenleaf stellt die Angelegenheit so dar, als ob Kane schon vor Monaten mit der Idee zu ihm kam, aber über wenig schriftstellerisches Talent verfügte. Nach der Weiterleitung des Entwurfes an Mallory sei Kane über den Diebstahl seines geistigen Eigentums wütend geworden und besitze folglich ein Motiv für den Mord.
Auf Bitten des Inspektors bestätigt McRae nach der Durchsicht des gefundenen Briefes, dass es sich fast wortwörtlich um Mallorys Konzept für das bislang geheim gehaltene Buch handelt. Columbo wird hellhörig und bestellt Greenleaf in Mallorys Büro. Nach wie vor bereitet ihm das Schlüsselproblem Kopfzerbrechen. Der bei Kane gefundene Schlüssel passt nun zur Bürotür, doch der Inspektor hatte das Schloss am Tag nach dem Mord erneut austauschen lassen. Warum sollte Kane einen solchen Schlüssel besitzen, zumal die Auswertung des Tonbandes ergab, dass das vernehmbare Klappern der Fensterjalousie von einem Luftzug verursacht wurde, die Tür also offen gestanden und der Mörder freien Zugang gehabt haben muss? Kurz darauf wird Norman Wolpert hereingebeten, der Mitarbeiter eines Schreibdienstes, der die besprochenen Bänder regelmäßig abholt. Greenleaf bestreitet zuerst, den jungen Mann zu kennen. Auffällige Zahlungseingänge auf seinem Bankkonto zwingen Wolpert zu einer Richtigstellung: Er hatte dem Verleger heimlich Kopien der Transkriptionen zukommen lassen. Unter Druck gibt Greenleaf zu, den Inhalt des neuen Romans zwar zu kennen, eine Beteiligung am Mord könne ihm aber immer noch nicht nachgewiesen werden. Schließlich liefert Columbo den noch fehlenden Beleg: Die angeblich von Kane verfasste Synopsis enthält das von McRae erarbeitete alternative Ende. Woher hätte Kane vor neun Monaten über eine Handlung Bescheid wissen können, die erst vor einer Woche erdacht worden ist?

## Hintergrund
Der langjährige Drehbuchautor Peter S. Fischer schrieb erstmals die Vorlage für eine Episode der Fernsehreihe. Zur Straffung der ursprünglichen Version des Skriptes wurde die Split-Screen-Technik als Novum in einer Columbo-Folge eingesetzt. Mit diesem Verfahren wurden unmittelbar vor der Mordszene bis zu drei Handlungsstränge gleichzeitig auf dem Bildschirm gezeigt: der Anstifter Riley Greenleaf in der Bar, das Opfer Alan Mallory bei der Arbeit am Schreibtisch und der Auftragsmörder Eddie Kane auf dem Weg zum Tatort. Fischer erklärte: “It was just too long. But instead of cutting out too much, they did an interesting thing. At the same time, they showed on the screen both Jack Cassidy in the bar and the murderer killing Mickey Spillane. Otherwise, there would have been no way to show it all. […] The direction and editing really enhanced that script. Had they shot what I gave them, it would have been too long and maybe harder to follow. They made it work, although I think it was a nightmare for the editors.” (deutsch: „Es war einfach zu lang. Aber anstatt zu viel einzusparen, haben sie etwas Interessantes getan. Auf dem Bildschirm waren gleichzeitig sowohl Jack Cassidy in der Bar als auch der Mörder zu sehen, der Mickey Spillane umbrachte. Andernfalls hätte es keine Möglichkeit gegeben, alles zu zeigen. […] Die Regie und der Schnitt haben dieses Drehbuch wirklich aufgewertet. Hätten sie gedreht, was ich ihnen gegeben habe, wäre es zu lang gewesen und vielleicht auch schwieriger nachzuvollziehen. Sie haben dafür gesorgt, dass es funktioniert, obwohl ich denke, dass es für die Filmeditoren ein Albtraum war.“) Eine weitere Besonderheit bestand darin, die Filmcredits im Vorspann durch die von Kane verursachten Explosionen auf dem Schrottplatz vor dem ersten Treffen mit Greenleaf in Form von Standbildern hervorzuheben.
Während der Besprechung im Restaurant erwähnt Eileen McRae, dass die Universal Studios beabsichtigen, den noch unveröffentlichten Roman Sixty Miles to Saigon von Alan Mallory mit Rock Hudson in der Hauptrolle zu besetzen. Ironischerweise spielte Hudson seinerzeit den Leiter einer Polizeibehörde in der Krimiserie McMillan & Wife, die ebenfalls von Universal Television produziert und im Rahmen der Sunday-Mystery-Movie-Serie ausgestrahlt wurde. Als Schauplatz diente das Restaurant Chasen’s in West Hollywood, das von vielen Prominenten besucht wurde und im Jahr 1995 schließen musste. Beliebtheit erlangte es durch ein spezielles Rezept für Chili con Carne, der Lieblingsspeise von Columbo, die er auch in dieser Einstellung bestellt. Berichten zufolge ließ Elizabeth Taylor das Gericht 1963 unter anderem während der Dreharbeiten zum Monumentalfilm Cleopatra nach Rom einfliegen.
Im Gespräch mit Greenleaf kommt Columbo der Gedanke, ein Buch über einige seiner Fälle zu schreiben. In diesem Zusammenhang bezieht er sich auf die zwei Monate zuvor veröffentlichte Episode Stirb für mich, in welcher der Senatskandidat Nelson Hayward seinen Wahlkampfmanager ermordet und die Tat wie einen Anschlag auf sein eigenes Leben aussehen lässt. Bereits in der Vorgängerfolge Ein gründlich motivierter Tod wurde auf den Hayward-Fall verwiesen.
Für die Rolle des Widersachers war zunächst Jack Klugman vorgesehen, doch Richard Levinson, einer der Schöpfer der Reihe, lehnte ab.
Der englische Originaltitel Publish or perish ist eine gängige Redewendung im Wissenschaftsbetrieb.

## Besetzung und Synchronisation
Die deutschsprachige Synchronfassung entstand bei der Studio Hamburg Synchron.
| Figur              | Darsteller          | Deutscher Sprecher    |
| ------------------ | ------------------- | --------------------- |
| Lieutenant Columbo | Peter Falk          | Klaus Schwarzkopf     |
| Gaststars          |                     |                       |
| Riley Greenleaf    | Jack Cassidy        | Günter König          |
| Alan Mallory       | Mickey Spillane     | Werner Schumacher     |
| Eileen McRae       | Mariette Hartley    | Katrin Miclette       |
| Jeffrey Neal       | Jacques Aubuchon    | Wolfgang Kieling      |
| Eddie Kane         | John Davis Chandler | Volker Lechtenbrink   |
| Weitere Darsteller |                     |                       |
| Lou D’Allessandro  | Gregory Sierra      | Christian Mey         |
| David Chase        | Alan Fudge          | Henry Kielmann        |
| Sergeant Young     | Paul Shenar         | Volkert Kraeft        |
| Norman Wolpert     | Jack Bender         | Peter Kirchberger     |
| Wachmann           | Ted Gehring         | Lothar Grützner       |
| Restaurantbesitzer | Vern Rowe           | Günther Jerschke      |
| Labortechniker     | Lew Palter          | Franz-Josef Steffens  |
| Schlosser          | George Brenlin      | Hubert Suschka        |
| Kellner            | Maurice Marsac      | Manfred Steffen       |
| Älterer Mann       | James Millhollin    | Günther Jerschke      |
| Kramer             | Davis Roberts       | Hubert Suschka        |
| Parkplatzwächter   | Rocky Frier         | Andreas von der Meden |

## Rezeption
Die Fernsehzeitschrift TV Spielfilm vergab eine positive Wertung (Daumen hoch): „TV-Bestseller mit Witz und Köpfchen.“
Der Autor Michael Striss wertete mit zwei von vier Sternen (durchschnittlich). Er zog Parallelen zur Premierenepisode der Fernsehreihe und ein insgesamt mittelprächtiges Fazit: „Ein Autor, der aussteigen will, um anspruchsvolle Literatur schreiben zu können, und Jack Cassidy, dem das missfällt – alles das war in »Tödliche Trennung« schon einmal besser umgesetzt. Peter S. Fischer, vielleicht der beste »Columbo«-Autor, gab hier sein Debüt, dem man anmerkt, dass er noch übte. Cassidy überzeugt wie immer als Unschuldslamm; ebenso sein Faktotum, der ewige »bad guy« John Davis Chandler, der so schön psychopathisch in die Kamera grinsen kann. Der Schriftsteller, der zum Glück nur die Aufgabe hat, zu sterben, wird ausgerechnet von Erfolgsautor Mickey Spillane (»Mike Hammer«) gespielt. Ansonsten fehlen echte Höhepunkte, und auch die Kultmotive sind nur spärlich gesät.“
Der Autor Mark Dawidziak konstatierte: „Das erste von Peter S. Fischer für Columbo produzierte Drehbuch Schreib oder stirb wurde von Robert Butler (Doppelter Schlag) geschickt inszeniert. Die komplexe 90-minütige Ausgabe ist die zweite von drei Episoden mit dem definitiven Columbo-Bösewicht Jack Cassidy und voller überraschender Wendungen.“